# تغییر دین زناشویی
تغییر دین زناشویی (انگلیسی: Marital conversion) تغییر دین هنگام ازدواج، یا به عنوان یک عمل مصالحه‌کننده یا یک الزام اجباری بر اساس یک اعتقاد مذهبی خاص است. فرهنگ‌های مذهبی درون‌همسری ممکن است مخالفت خاصی با ازدواج بین ادیان و همگون‌سازی فرهنگی داشته باشند، و ممکن است منع‌هایی یا ارتداد علیه ازدواج برون گروهی یکی از اعضای خودشان را مطرح کنند. برعکس، آنها گروه مقابل ممکن است نیاز به تغییر دین زناشویی از طرف کسانی داشته باشند که می‌خواهند با یکی از طرفداران خود ازدواج کنند.